# فلوید ام گاردنر
فلوید ام گاردنر (به انگلیسی: Floyd M. Gardner) (۱۹۲۹ - ۲۰۲۱) یک متخصص و نویسنده مشهور در زمینه حلقه‌های قفل فاز (پی‌ال‌ال) بود. ویرایش‌های اول، دوم و سوم کتابِ تکنیک‌های قفل‌فاز بسیار تأثیرگذار بوده و همچنان مرجع شناخته شده‌ای در میان مهندسان برق متخصص در زمینه‌های مربوط به پی‌ال‌ال است. در سال ۱۹۸۰، گاردنر به دلیل مشارکت در درک و کاربرد حلقه‌های قفل فاز به عنوان عضو IEEE انتخاب شد.

## مسئله گاردنر در محدوده قفل کردن
فلوید ام گاردنر «مفهوم محدوده قفل کردن» را برای پی‌ال‌ال‌ها معرفی کرد و مسئله را درصورت‌بندی آن مطرح کرد (معروف به مسئله گاردنر در محدوده قفل). او در ویرایش اول کتاب خود یک مفهوم فرکانس قفل کردن را برای پی‌ال‌ال به این صورت معرفی کرد:: ۴۰  «اگر به دلایلی، اختلاف فرکانس بین ورودی و وی‌سی‌او کمتر از پهنای باند حلقه باشد، حلقه تقریباً بلافاصله بدون چرخه‌های (سیکل‌های) لغزشی قفل می‌شود. حداکثر اختلاف فرکانسی که این دستیابی سریع برای آن امکان‌پذیر است، فرکانس قفل کردن نامیده می‌شود». بعداً، گاردنر در ویرایش دوم و سوم کتاب خود خاطرنشان کرد که «علیرغم واقعیت مبهم، محدوده قفل کردن یک مفهوم مفید است» و «هیچ راه طبیعی برای تعریف دقیق فرکانس قفل کردن منحصر به فرد وجود ندارد».: ۷۰ : ۱۸۷–۱۸۸ یک رویکرد دقیق برای حل مسئله گاردنر و مقادیر تحلیلی دقیق برای محدوده قفل‌کردن توسط اِن کوزنتسوف و همکاران پیشنهاد شد.

## حدس گاردنر در مورد حلقه‌های قفل‌فاز با پمپ‌بار
او یک مقاله IEEE نوشت که به شرح، مدل‌سازی ریاضی و توصیف حلقه‌های قفل فاز با پمپ‌بار پرکاربرد اختصاص داشت (به منابع زیر مراجعه کنید). این مقاله یک آموزش بزرگ برای دانشمندان و طراحانی است که می‌خواهند این سیستم سیگنال‌آمیخته پرکاربرد را کشف کنند. گاردنر یک مدل ریاضی خطی از سی‌پی-پی‌ال‌ال را استخراج کرد و بر اساس تحلیل آن، حدس‌زد که «می توان انتظار داشت که پاسخ گذرای پی‌ال‌ال‌های پمپ‌بار عملی تقریباً مشابه پاسخ پی‌ال‌ال کلاسیک معادل باشد»‌: ۱۸۵۶ (حدس گاردنر در مورد شباهت پاسخ‌های گذرا سی‌پی-پی‌ال‌ال و پی‌ال‌ال کلاسیک معادل).

## چند مقالهٔ پُراِستناد
- "Charge-Pump Phase-Lock Loops", IEEE Transactions on Communications, Vol. COM-28, No. 11, November 1980.
- "Interpolation in digital modems-Part I: Fundamentals", IEEE Transactions on Communications, 1993 (cited 297 times).
- "Interpolation in digital modems. II. Implementation and performance", IEEE Transactions on Communications, 1993 (cited 276 times).